# 9737 Dudarova
9737 Dudarova eller 1986 SC2 är en asteroid i huvudbältet som upptäcktes den 29 september 1986 av den rysk-sovjetiska astronomen Ljudmila Karatjkina vid Krims astrofysiska observatorium på Krim. Den är uppkallad efter den ryska dirigenten Veronika Dudarova.